# Necrópolis de San Mamede
La necrópolis de San Mamede es un enterramiento altomedieval excavado en piedra, situado en la provincia de Orense, junto a un antiguo camino que, desde Reza Vella, conducía a los Chaos de Amoeiro, pasando por Vilar de Astrés, con dirección a Iria Flavia y Lugo.

## Características
La necrópolis, anterior al siglo X, está formada por cuatro tumbas antropomorfas, excavadas en una piedra con gran profundidad. Cada una tiene un rebaje para la tapa de la tumba de entre 8 y 10 cm. Alguna de esas tapas se conservan en el museo arqueológico de Orense.